# Dreiband-Europameisterschaft 1966

Logo CEB (ausrichtender Verband)

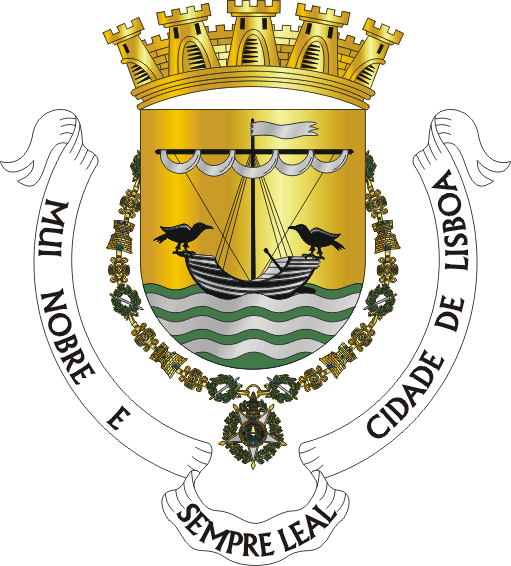
Veranstaltungsort: Lissabon

Die Dreiband-Europameisterschaft 1966 war das 24. Turnier in dieser Disziplin des Karambolagebillards und fand vom 8. bis 11. Dezember 1965 in Lissabon statt. Es war nach 1957 die zweite Dreiband-Europameisterschaft in Lissabon.

## Geschichte
Das gewohnte Bild der letzten Jahre wiederholte sich auch in Lissabon. Raymond Ceulemans spielte bei dieser Europameisterschaft wieder einmal in einer eigenen Liga. Der Leistungsunterschied zum Rest des Teilnehmerfeldes war frappierend. Alle Turnierrekorde gingen auch wieder auf sein Konto. Mit 1,420 stellte er einen neuen Europarekord im Generaldurchschnitt (GD) auf. Den Welt- und Europarekord im besten Einzeldurchschnitt (BED) mit 2,068, den er 1963 bei der Weltmeisterschaft in Neuss aufgestellt hatte, stellte er ebenfalls ein. Bei sehr angenehmen Temperaturen zu dieser Jahreszeit wurden die Partien bis weit in die Nacht gespielt. Ceulemans hatte das Pech dreimal um zwei Uhr Nachts seine letzte Tagespartie spielen zu müssen. Die letzte Partie des Turniers gegen den Österreicher Johann Scherz im überfüllten Turniersaal und Liveübertragung im portugiesischen TV konnten sehr viele Interessenten leider nicht im Saal verfolgen. Nach vier Jahren Abwesenheit spielte auch wieder der vielfache deutsche Meister August Tiedtke mit. Er fand aber selten zu seinem kreativen Spiel und musste sich am Ende mit Platz sechs zufriedengeben.

## Modus
Gespielt wurde im System „Jeder gegen Jeden“ bis 60 Punkte mit Nachstoß/Aufnahmegleichheit.

## Abschlusstabelle

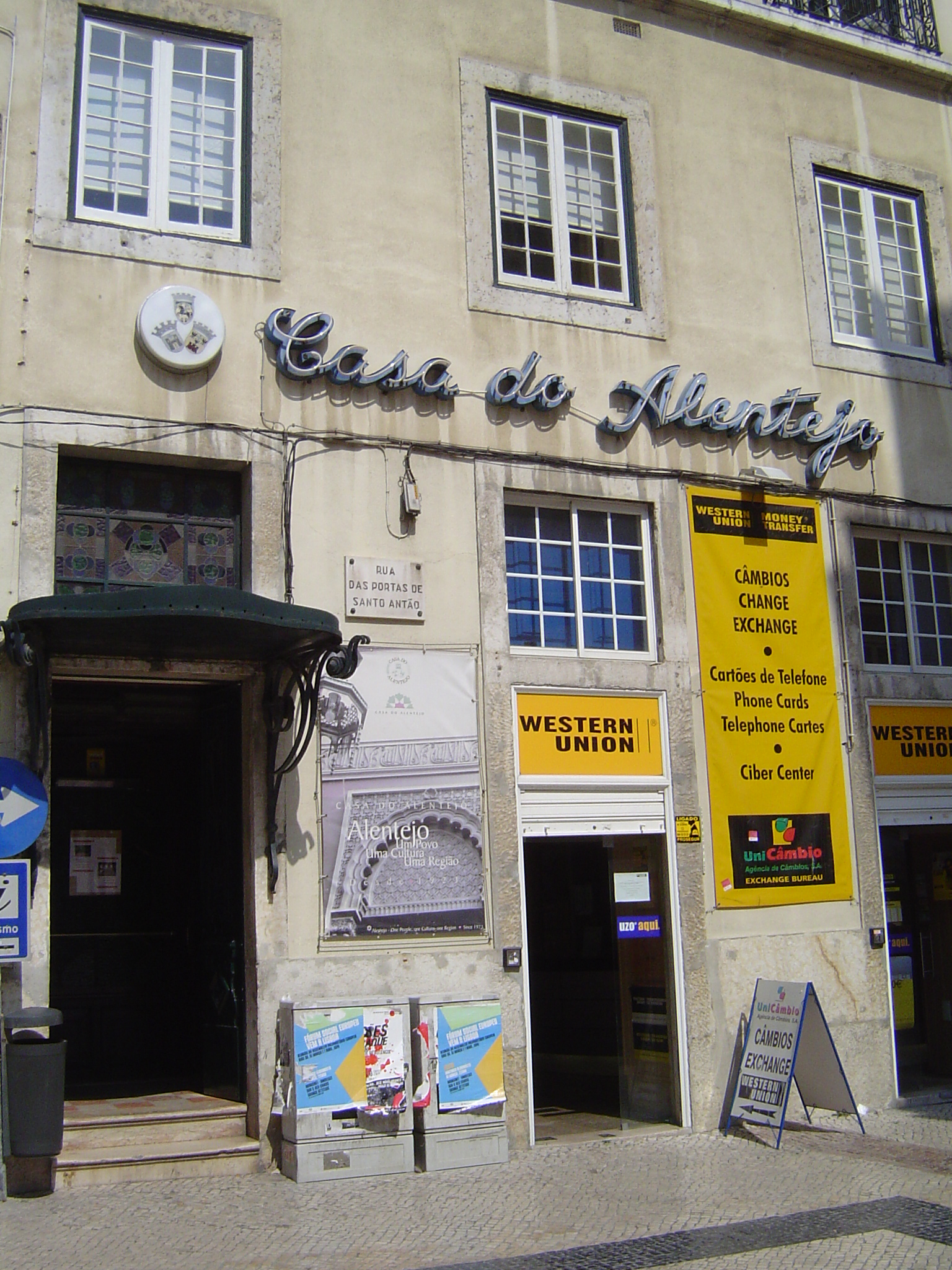
Casa do Alentejo

| MP    | Match Points (Sieger = 2; Unentschieden = 1; Verlierer = 0) |
| Pkte. | Erzielte Karambolagen                                       |
| Aufn. | Benötigte Versuche                                          |
| GD    | Generaldurchschnitt                                         |
| BED   | Bester Einzeldurchschnitt eines Spielers                    |
| HS    | Höchstserie                                                 |
|       | Bester GD des Turniers                                      |
|       | Bester ED des Turniers                                      |
|       | Beste HS des Turniers                                       |
|       | 1. Platz (Gold)                                             |
|       | 2. Platz (Silber)                                           |
|       | 3. Platz (Bronze)                                           |

| Endklassement              | Endklassement          | Endklassement | Endklassement | Endklassement | Endklassement | Endklassement | Endklassement |
| Platz                      | Name                   | MP            | Pkte.         | Aufn.         | GD            | BED           | HS            |
| -------------------------- | ---------------------- | ------------- | ------------- | ------------- | ------------- | ------------- | ------------- |
| 1                          | Raymond Ceulemans      | 16:0          | 480           | 338           | 1,420         | 2,068         | 15            |
| 2                          | Johann Scherz          | 12:4          | 460           | 527           | 0,872         | 1,052         | 8             |
| 3                          | Jan Doggen             | 10:6          | 440           | 549           | 0,801         | 0,882         | 10            |
| 4                          | Antonio Morais Vinagre | 10:6          | 436           | 545           | 0,800         | 1,200         | 8             |
| 5                          | Roger Hanoun           | 8:8           | 416           | 507           | 0,820         | 1,333         | 7             |
| 6                          | August Tiedtke         | 6:10          | 404           | 539           | 0,749         | 1,000         | 6             |
| 7                          | Francisco Munté        | 4:12          | 355           | 473           | 0,754         | 0,845         | 10            |
| 8                          | Søren Søgaard          | 4:12          | 404           | 587           | 0,688         | 0,857         | 8             |
| 9                          | Juan Lopez             | 2:14          | 324           | 563           | 0,575         | 0,821         | 6             |
| Turnierdurchschnitt: 0,803 |                        |               |               |               |               |               |               |